# Joseph Lelang
Joseph Dennis Lelang est un homme d'affaires et homme politique papou-néo-guinéen, chef de l'opposition parlementaire de 2022 à 2024.

## Biographie
Né peu de temps avant l'indépendance de la Papouasie-Nouvelle-Guinée vis-à-vis de l'Australie, il grandit dans le District de la capitale nationale. Il obtient une licence d'Économie de l'université de Papouasie-Nouvelle-Guinée en 1992, puis un Master dans ce même domaine à l'université de Glasgow, au Royaume-Uni, en 1997. Propriétaire de deux entreprises dans la première moitié des années 2000, de 2008 à 2010 il est haut fonctionnaire au ministère de la Planification nationale. À ce poste, il est reconnu coupable de fautes professionnelles et condamné à une amende de 4 000 kina.
Cofondateur du parti Coalition pour la réforme (CPR), il entre au Parlement national aux élections de 2012 comme député de la circonscription Kandrian-Gloucester (en Nouvelle-Bretagne occidentale), et devient le chef du petit groupe parlementaire (deux députés, l'autre étant Sasindran Muthuvel) du parti. Fait ministre fantôme des Finances dans le Cabinet fantôme que mène Belden Namah, en mai 2013 il quitte ce parti et les bancs de l'opposition parlementaire et rejoint le parti Congrès national populaire du Premier ministre Peter O'Neill, avant de redevenir membre de la CPR pour les élections de 2017,. En février 2014 il fonde une compagnie pétrolière avec son épouse, suivie d'une compagnie d'import-distribution en avril 2015 et d'une petite entreprise locale dans sa circonscription en avril 2016.
Réélu député en 2017, il est nommé ministre fantôme de la Planification nationale et du Développement rural dans le Cabinet fantôme mené par Patrick Pruaitch d'août 2017 à septembre 2019, puis ministre fantôme des Finances et de la Planification nationale lorsque Belden Namah redevient chef de l'opposition en septembre 2019. À ce poste, il accuse le gouvernement de James Marape d'un accroissement excessif des emprunts et des impôts pour financer des dépenses publiques croissantes. Il accuse également le gouvernement de tabler sur des « suppositions macroéconomiques irréalistes et trop ambitieuses », et de trop dépenser dans la sphère administrative par rapport aux domaines de la sécurité, de l'éducation et de la santé.
Il se joint au parti Congrès national populaire (CNP) pour les élections de 2022 et conserve son siège de député. À l'issue des élections, le CNP est le principal parti d'opposition au Parlement. Peter O'Neill demeure le chef du parti mais, le 12 août, les députés du parti élisent Joseph Lelang au poste de chef de l'opposition parlementaire face au gouvernement de coalition de James Marape, avec Douglas Tomuriesa pour adjoint,.
En mars 2023, après la publication sur Facebook de photographies d'une fillette nue enlevée et violée par ses ravisseurs à Tari, il demande l'introduction d'un projet de loi pour interdire les médias sociaux en Papouasie-Nouvelle-Guinée.
Le 11 février 2024, des chefs de partis de l'opposition ayant discuté sans l'inviter d'une motion de défiance contre le gouvernement, il démissionne de sa fonction de chef de l'opposition, et quitte le parti CNP. Le 13 février, il dénonce avec colère les médias qui rapportent qu'il s'est joint à la majorité parlementaire, et le nie. Le 16 février, il confirme être devenu membre du Pangu Pati et être désormais député de la majorité du gouvernement de James Marape. Douglas Tomuriesa est élu nouveau chef de l'opposition.